# Stirellus convexus
Stirellus convexus är en insektsart som beskrevs av Thomas 1933. Stirellus convexus ingår i släktet Stirellus och familjen dvärgstritar. Inga underarter finns listade i Catalogue of Life.